# Jadwiga Szczawińska-Dawidowa
Jadwiga Dawid ze Szczawińskich, herbu Prawdzic (ur. 1 października 1864 w Warszawie, zm. 26 lutego 1910 w Górze Kalwarii) ps. Wojciech, Kłos – postępowa działaczka oświatowa i społeczna, publicystka, założycielka Uniwersytetu Latającego.

## Życiorys
Ukończyła ze złotym medalem II Gimnazjum Żeńskie w Warszawie (1880). Po zdaniu nauczycielskiego egzaminu państwowego pracowała  jako nauczycielka języka polskiego w II Gimnazjum Żeńskim w Warszawie. Związała się wówczas ze środowiskiem postępowych działaczy zgrupowanych wokół pisma „Prawda” prowadzonego przez Aleksandra Świętochowskiego. W jej domu bywali wybitni przedstawiciele tej grupy jak Mieczysław Brzeziński, Józef Karol Potocki, Jan Ludwik Popławski, Adam Zakrzewski i inni. Pod ich wpływem podjęła intensywną działalność oświatowo-wychowawczą w rezultacie czego została zwolniona z gimnazjum i musiała podjąć pracę w żeńskich prywatnych pensjach w Warszawie. Zbliżyła się wówczas do ruchu socjalistycznego będąc zarazem bardzo aktywna w ruchu kobiecym, m.in. prowadząc biuro pośrednictwa pracy dla kobiet. Jednocześnie sama intensywnie uzupełniała wiedzę, m.in. uczęszczając na tajne komplety na których wykładali Józef Siemaszko, Stanisław Norblin, Piotr Chmielowski i Władysław Smoleński. W rezultacie tych doświadczeń w 1885 na bazie dotychczas działających tajnych kursów zorganizowała dla kobiet nie dopuszczonych wówczas w Rosji na wyższe uczelnie –  tajną szkołę wyższą pod nazwą Uniwersytet Latający. Dzięki jej energii a także wciągnięciu do współpracy najwybitniejszych polskich naukowców przebywających w Warszawie wkrótce zmienił się w sprawnie działającą uczelnię prowadząca zajęcia na bardzo wysokim poziomie. Uczelnię, do której również uczęszczali mężczyźni, ukończyła cała rzesza wybitnych kobiet na czele z  Marią Skłodowską-Curie. Po dwudziestu latach działalności w 1906 Uniwersytet przekształcił się w jawnie działające Towarzystwo Kursów Naukowych.
W 1890 zorganizowała w Warszawie pierwszą Czytelnię Dzieł i Pism Naukowych  (obecnie Biblioteka Publiczna m.st. Warszawy) Osobiście zajmowała się codziennym funkcjonowaniem placówki – zdobywała książki, prenumerowała czasopisma, a przede wszystkim pozyskiwała fundusze poprzez organizowanie odczytów, koncertów i  balów dobroczynnych. Narażała się przy tym na kary administracyjne, Udzielała się także w Kobiecym Kole Oświaty Ludowej. We wsi Tokary pod Płockiem założyła szkołę koszykarstwa dla ludu, w której nauczano literatury, historii i geografii w języku polskim. W tym czasie współpracowała z "Przeglądem Pedagogicznym" – gdzie poznała Jana Władysława Dawida, z którego wyszła za mąż w 1893. Obydwoje zostali w styczniu 1894 aresztowani przez policję rosyjską i uwięzieni w X Pawilonie cytadeli warszawskiej, pod zarzutem kolportowania dzieł zakazanych. Kiedy udało im się wyjść na wolność okazało się, że zostali usunięci z zarządu Uniwersytetu Latającego. Był to dużej mierze rezultat trwającego od 1890 sporu pomiędzy Dawidową a resztą członków zarządu głównie o sposób finansowania uczelni ale także o arbitralny sposób podejmowania przez nią decyzji. Wydaje się też, że pewny udział w sprawie miały także jej radykalne poglądy. W 1898 Dawidów usunięto także z zarządu Czytelni i redakcji „Przeglądu Pedagogicznego”
W 1900 roku po objęciu przez Dawida redakcji „Głosu” prowadziła administrację tego pisma, a od marca do maja 1905, kiedy jej mąż przebywał w Wiedniu, także redakcję. Pozostawała także czynną w działalności oświatowej i społecznej. Uznając konieczność przeprowadzenia reformy szkolnictwa żeńskiego w Królestwie wyjechała na krótko do Francji, gdzie zapoznała się m.in. z rezultatami działalność tzw. szkół wzorcowych. Współredagowała wraz z mężem „Przegląd Społeczny (1906–1907)” , a następnie jego kontynuację – „Społeczeństwo” (1907–1910). Przez całe życie walczyła o równouprawnienie kobiet i dostęp każdego człowieka do oświaty. Niedoceniana przez współpracowników a także zmęczona walką o podstawy egzystencji, którą prowadziła od najmłodszych lat, popełniła samobójstwo. Pochowana na cmentarzu Powązkowskim (kwatera 252-5-19).

## Prace

### Artykuły
Była autorką ponad 30 artykułów zamieszczanych w "Przeglądzie Pedagogicznym", "Głosie, "Przeglądzie Społecznym" i "Społeczeństwie".  M.in. opulikowała:
- Bezrobocie szwaczek, „Przegląd Społeczny”, 1907, nr 15.
- Kobiety w parlamencie, „Przegląd Społeczny”, 1907, nr 13 i 14.
- O potrzebie założenia biblioteki publicznej w Warszawie, „Głos”, 1901, nr 10.
- Ratujmy siły!, „Głos”, 1901, nr 1.
- Przegląd naukowy i etyczny: Grabarze społeczni, „Głos”, 1900, nr 43.

### Broszury i książki
- Kółka rolnicze w Galicji, Warszawa 1890 POLONA – wersja elektroniczna
- O potrzebie założenia biblioteki publicznej w Warszawie, Warszawa 1897
- Historię Pożytecznego Człowieka, Wilno 1900, Mazowiecka Biblioteka Cyfrowa – wersja cyfrowa
- Pensje żeńskie, Warszawa 1905

## Rodzina

Herb szlachecki Prawdzic

Pochodziła ze zubożałej rodziny szlacheckiej herbu Prawdzic. Urodziła się jako córka urzędnika kolejowego Alberta Wojciecha Szczawińskiego ze Szczawina Małego h. Prawdzic i Bronisławy Natalii z Gumbrychtów. Miała rodzeństwo: siostry Helenę (1871–1931) – żonę kompozytora Henryka Melcera Szczawińskiego (1869–1928) i Wandę Marię (1866–1955), która była lekarzem i biologiem oraz brata Gustawa Stefana Szczawińskiego (1874–1937), działacza społecznego, wydawcę Przeglądu Społecznego. W roku 1889 zawarła związek małżeński z pedagogiem i psychologiem Janem Władysławem Dawidem.

## Literatura
- Walentyna Nagórska, Dawidowa Jadwiga ze Szczawińskich (1863-1910), Polski Słownik Biograficzny, t. 4, s. 463-464
- Alicja Pacholczykowa,  Dawidowa Jadwiga ze Szczawińskich (1863-1910), Słownik biograficzny działaczy polskiego ruchu robotniczego, t. 1, Warszawa 1978, s. 402
- Stanisław Jedlewski, Jadwiga Szczawińska-Dawidowa postępowa działaczka oświatowa przełomu XIX i XX wieku, „Studia do Dziejów Oświaty”, 3 (1956) s. 364–318.
- Agnieszka Muszczyńska, Nieodkryte karty z życia Jadwigi Szczawińskiej, "Biografistyka Pedagogiczna" Rok 2 (2017) nr 1, s. 83-97 DOCPlayer – wersja elektroniczna
- Janina Mackiewicz-Wojciechowska, Uniwersytet „Latający”: karta z dziejów tajnej pracy oświatowej, Warszawa 1933
- Bohdan Cywiński, Rodowody niepokornych, Warszawa 1971,
- Justyna Myszkowska, Jadwiga Szczawińska-Dawidowa. „Pionierce świetlanej przyszłości”. Tom 1. Mowa ruin. Testament czynu. Opowieść o Szczawińskich herbu Prawdzic. Warszawa 2023.